# Neve Bradbury
Neve Bradbury, née le 11 avril 2002 à Melbourne, est une coureuse cycliste australienne. 

## Biographie
En tant que junior, Bradbury remporte les championnats australiens sur route en janvier 2019, mais est disqualifiée pour avoir un vélo trop léger. Aux championnats d'Océanie deux mois plus tard, elle prend la troisième place.
Comme aucune course cycliste n'était possible en Australie en 2020 en raison de la pandémie de covid-19, elle s'est inscrite à la Zwift Academy et l'a remportée. Cela lui a permis de recevoir un contrat professionnel avec Canyon-SRAM Racing pour 2021 et ainsi découvrir les courses cyclistes en Europe. Elle poursuit ses études en sciences du sport grâce à un programme spécial à l'Université Deakin. 
Dans la huitième étape du Tour d'Italie, elle est la dernière à pouvoir suivre Van Vleuten, Cavalli, Garcia dans l'ultime difficulté avant d'être distancée. Elle prend la neuvième place. Au Tour de Scandinavie, sur la troisième étape, Alice Barnes attaque avec Alexandra Manly à onze kilomètres du but. Anouska Koster, Chloe Hosking, Laura Tomasi et Neve Bradbury reviennent sur la tête à trois kilomètres et demi de l'arrivée. Au sprint, Alice Barnes est quatrième. Dans la cinquième étape, à trois kilomètres de l'arrivée, Neve Bradbury passe à l'offensive. Elle est néanmoins reprise et se classe dixième. Elle est cinquième du classement général et meilleure jeune.
Au Tour de Thuringe, elle conclut la course à la septième place et est la meilleure jeune.
Au Women's Tour Down Under, elle suit l'attaque de Sarah Gigante dans la dernière étape avant de perdre du terrain. Elle termine l'étape à la troisième place et prend la même place au classement général.
Au Tour de Suisse, sur la troisième étape, dans la deuxième difficulté de la journée qui se situe à cent-deux kilomètres de l'arrivée, Elena Pirrone et Neve Bradbury sortent. Plus tard elles sont rejointes entre autres par Niewiadoma. Dans la montée finale, Bradbury et Niewiadoma, toutes deux de l'équipe Canyon-SRAM, distancent leurs compagnons d'échappée. Niewiadoma laisse à sa coéquipière la victoire. Bradbury remonte à la deuxième place du classement général. Sur la dernière étape, malgré les attaques de Bradbury et Niewiadoma, Demi Vollering contrôle. Bradbury est troisième de l'étape. Au classement général, elle reste à la deuxième place et meilleure jeune.
Au Tour d'Italie, Neve Bradbury se classe septième de la difficile troisième étape. Elle est cinquième de la sixième étape. Sur l'étape du Blockhaus, elle fait tout d'abord partie du groupe de favorites dans ses pentes. Elle attaque un peu avant les dix kilomètres. Elle est rejointe par d'autres favorites dont Niedermaier. L'Australienne attaque une seconde fois à neuf kilomètres du but et s'isole. Elle n'est plus reprise. Elle est enfin septième de la dernière étape ce qui lui permet de finir l'épreuve à la troisième place, ainsi que meilleure jeune.

## Palmarès

### Par année
- 2019
  -  Médaillée de bronze du championnat d'Océanie sur route juniors
- 2021
  - 2e du championnat d'Australie sur route espoirs
- 2022
  - 2e du championnat d'Australie sur route espoirs
  - 5e du Tour de Scandinavie
  - 10e du Tour d'Italie
- 2024
  -  Championne d'Australie sur route espoirs
  - 3e étape du Tour de Suisse
  - 7e étape du Tour d'Italie
  -  Médaillée d'argent du championnat du monde sur route espoirs
  - 2e du Tour des Émirats arabes unis
  - 2e du Tour de Suisse
  - 3e du Women's Tour Down Under
  - 3e du championnat d'Australie du contre-la-montre espoirs
  - 3e du Tour d'Italie
- 2025
  - 8e du Women's Tour Down Under

### Résultats sur les grands tours

#### Tour d'Italie
1 participation :
- 2024 : 3e,  vainqueure du classement de la meilleure jeune et de la 7e étape

#### Tour de France
2 participations :
- 2024 : 32e
- 2025 : 71e

#### Tour d'Espagne
1 participation :
- 2025 : abandon (7e étape)

### Classements mondiaux
| Année                                 | 2021 | 2022 | 2023 | 2024 |
| ------------------------------------- | ---- | ---- | ---- | ---- |
| Classement UCI                        | 481e | 84e  | 265e | 15e  |
| UCI World Tour                        | nc   | 56e  | nc   | 10e  |
|                                       |      |      |      |      |
| Légende : nc = non classéSource : UCI |      |      |      |      |